# Eupsilia iuncta-satelitium
Eupsilia iuncta-satelitium là một loài bướm đêm trong họ Noctuidae.